# Хелмут Белингродт
Хелмут Белингродт Волф (шп. Helmut Ernesto Bellingrodt Wolf; Баранкиља, 10. јул 1949) је колумбијски стрелац немачког порекла, први освајач олимпијске медаље за Колумбију. На Олимпијским играма учествовао је три пута и освојио две медаље, сребро 1972. и 1984. Два пута је био светски првак и једном првак Панамеричких игара.